# Aqüeducte Romà de Pineda
L'Aqüeducte Romà de Pineda, és un aqüeducte d'època romana situat a la Riera de Pineda, partida entre Pineda i Tordera,  a l'actual comarca del Maresme. L'aqüeducte està dividit a causa de l'estat de conservació en més de 21 trams, dels quals els més coneguts són el de Can Cua i el de Can Marquès. La majoria de trams, però, no es conserven actualment. Està protegit com a bé cultural d'interès nacional.
És l'aqüeducte rural d'època romana més ben conservat de Catalunya i probablement de la península ibèrica. Era una obra privada, sense cap ús públic.

## Història
Malgrat no es coneix la data de construcció exacta, les recerques  mostren que al segle II/III d.n.e. l'obra ja funcionava. Aquesta data quadraria amb l'època de màxima expansió de la vil·la romana de Can Roig que alimentava en aigua potable.
En època medieval l'obra arquitectònica era utilitzada com a referència per la compra venda de terrenys. El document més antic conservat que mostra aquest fet és un pergamí del 17 de febrer de l'any 1087, i és anomenada com a archos antiquos, fet que prova que ja en aquest període es considerava una construcció molt antiga.
El 1932 l'ajuntament de Pineda va encarregar a l'arqueòleg Francesc Prat i Puig un estudi de l'obra arquitectònica, resultant en el llibre L'Aqüeducte Romà de Pineda, publicat l'any 1936. És, fins al moment, l'estudi més complert fet sobre aquesta obra.
L'any 2012 se'n va restaurar el tram de Can Marquès, situat als peus del turó de Sant Pere de Riu. El 8 de juliol de l'any 2014 els trams de Can Cua i de Can Marquès són declarats Bens Culturals d'Interès Nacional
L'any 2020 l'arqueòleg local Joan Garriga va realitzar una intervenció arqueològica entre els trams d'aqüeducte de Can Marquès i Can Cua i va treure a la llum les restes de cinc trams d'aqüeducte que s'havien donat per perduts.
L'any 2021 l'ajuntament de Pineda adquireix la propietat de la parcel·la on es localitza el tram de l'aqüeducte de Can Cua.

## Descripció i recorregut
L'aqüeducte romà de Pineda  és una obra d'enginyeria hidràulica d'època romana construïda per a dur l'aigua a la vil·la romana de Can Roig. Comença en un congost situat no gaire més a munt de la masia local de Can Bofí, a la Vall de la Riera de Pineda, on captava l'aigua i la canalitzava. La canal resseguia la vessant sud-est del Mont-negre, el turó d'en Buc de les Nogueres fins a arribar als peus del turó de Sant Pere de Riu, on hi ha el mas de Can Marquès i la Font del Ferro, per, fer un gir, i continuar resseguint la falda de la Serra del Turó de la Guàrdia i arribar així al seu destí, un lacus a la part de darrere d'una vil·la romana.
En aquest recorregut, l'aqüeducte transportava l'aigua salvant un desnivell de 40m entre l'origen i el destí, i recorria un llarg d'uns 3.500 m de distància. En tot el recorregut, la canalització mantenia una mateixa pendent, 11,5 mm per cada metre, i per mantenir-la fou necessari tant el soterrament de la mateixa en possiblement dos trams, com la construcció de diferents arcades en tres zones diferents (Can Marquès, Can Cua i Can Palau de la Guitarra). Són, precisament, part d'aquestes arcades les que principalment han arribat als nostres dies. La més famosa és l'arcada de Can Cua.

## Construcció
Tots els trams de l'aqüeducte són fets de pedra local, pedres calcàries compactes de naturalesa foliosa i pedres silícies tallades en la idea de carreu amb la part de fora plana, i lligades amb morter de calç. Es poden distingir dues classes de construcció de murs a partir de l'aparell dels mateixos, murs d'aparell gros i amb amplades de més d'un metre i murs d'aparell petit amb amplades inferiors a un metre. La causa d'aquesta diferència és el pendent del sòl, que, com més pendent té, més amplada exigeix el mur de suport de la canal.
La canalització de l'aqüeducte era feta amb les mateixes pedres i lligades amb morter, i l'amplada de la canal anava en proporció no constant amb la del mur, en el qual es troben canals de 30 centímetres fins a 40 centímetres d'amplada. Les parets eren cobertes amb una capa d'opus testaceum d'uns 6-7 centímetres, i després una capa d'1 centímetre d'opus signinum. Sobre la canal hi devia haver una coberta amb forma de volta que no s'ha conservat enlloc.

## Estat de conservació actual

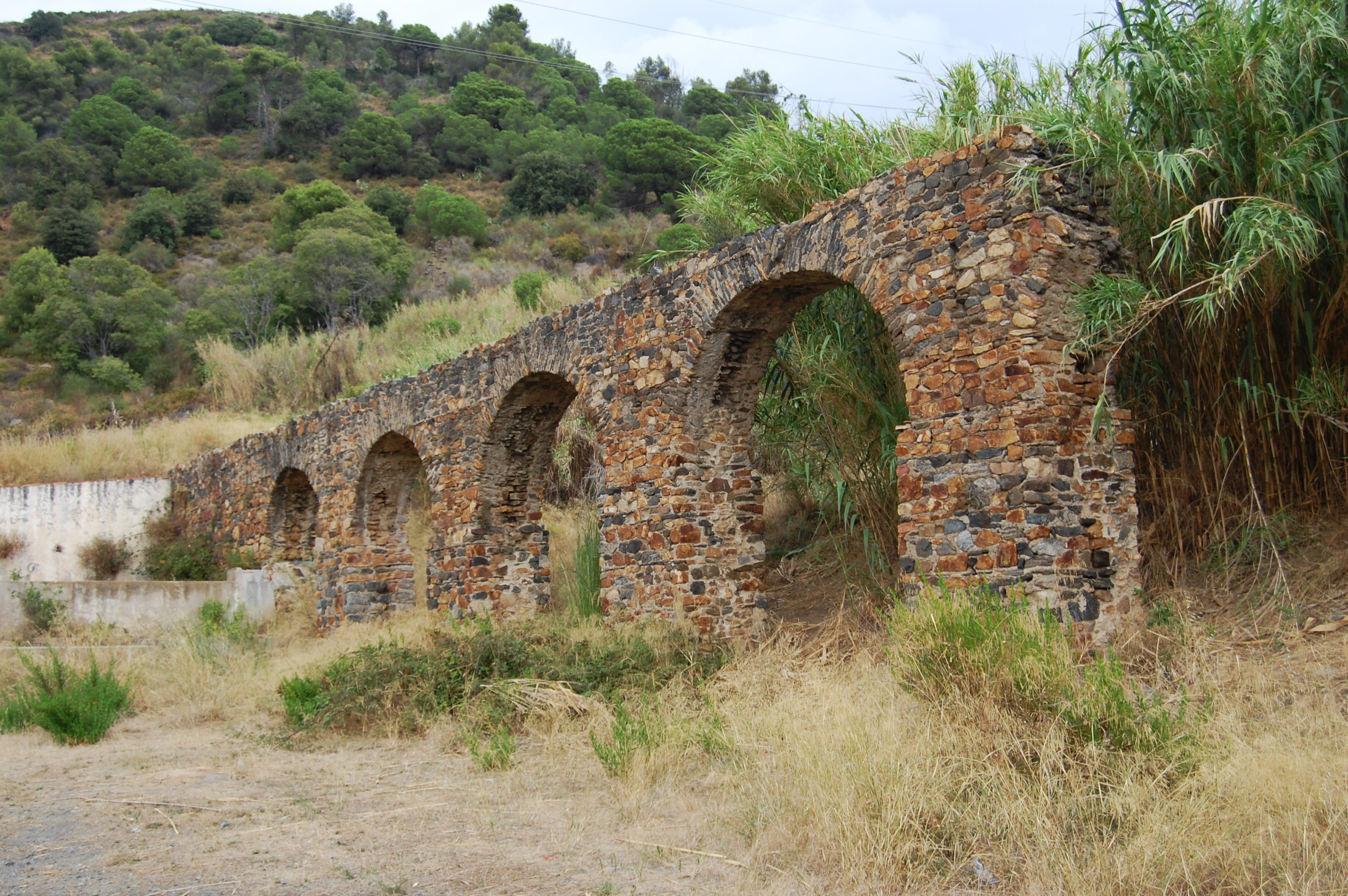
Tram d'aqüeducte de Can Cua situat al Torrent de Can cua a la Vall de la Riera de Pineda.

Actualment dels vint-i-ú trams que va documentar l'arqueòleg Francesc Prat i Puig tan sols se'n conserven set. Els dos més coneguts i estudiats són els trams de Can Cua i de Can Marquès.

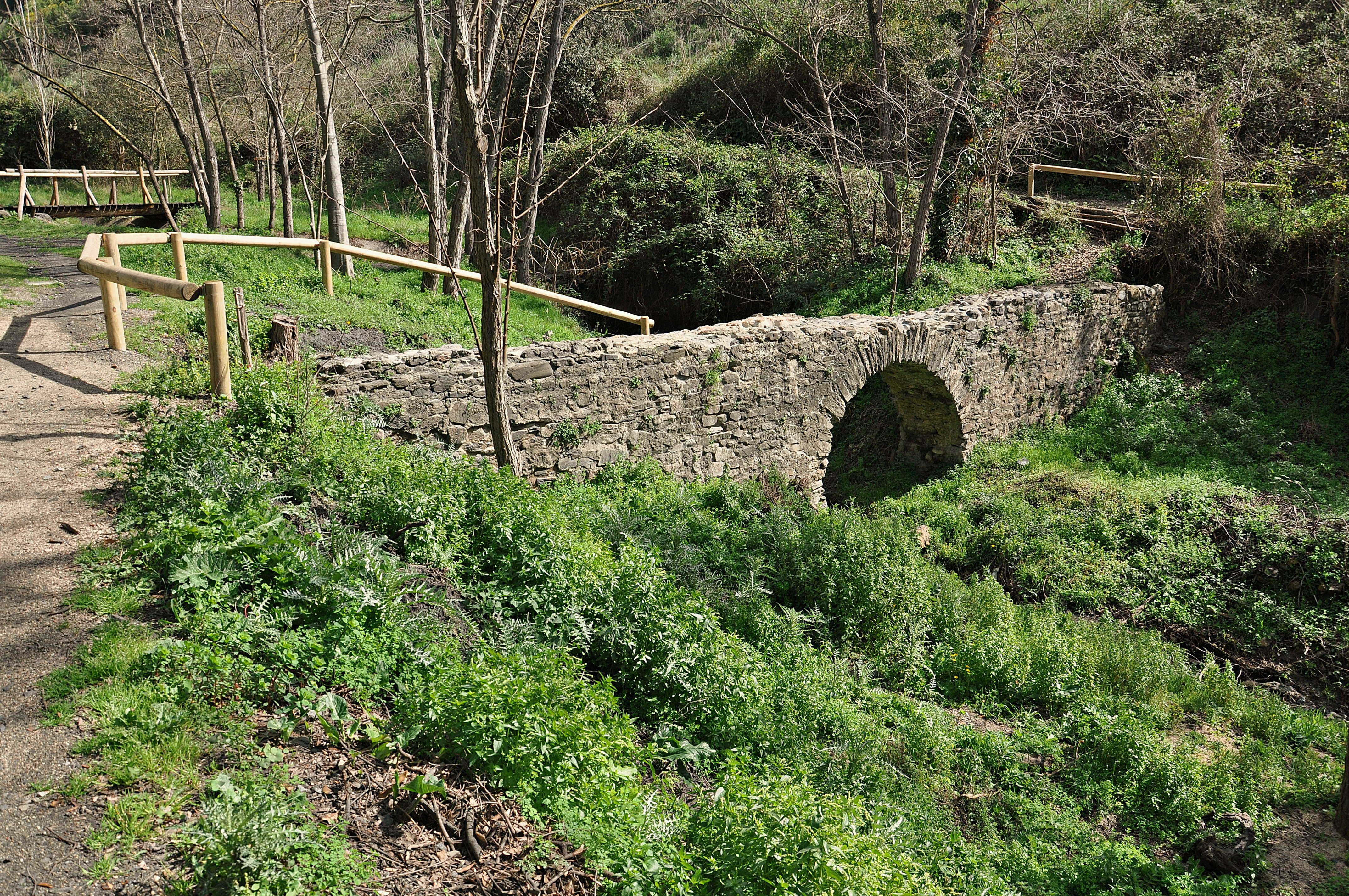
Tram d'aqüeducte de Can Marquès situat al Torrent de la Font del Ferro a la Vall de la Riera de Pineda. Aquest fragment també és conegut com a Pont de les Bruixes

El tram de Can Cua és a prop del Torrent de Can Cua. És un fragment d'aqüeducte conservat dempeus amb una llargada de 29,30 m de llarg per 5,50 m d'alçada màxima. Dels 29,30 m de llargada nou metres corresponen a una part d'estructura muraria adaptada al terreny de la riba dreta del torrent de Can Cua, mentre que els 20,30 m restants formen les quatre arcades i l'arrancament d'una cinquena que ens han arribat avui dia de les set arcades originals que hi havia. A la part superior es conserven reses del llit de la canalització feta amb opus testaceum i opus signinum. Les parets de la canal no s'han conservat.
El tram de Can Marquès travessa el Torrent de la Font del Ferro, als peus de l'antiga masia de Can Marquès. És un fragment conservat dempeus amb una llargada de 15 m de llarg construït per un mur a ambdós cantons d'una sola arcada de 3,12 m de diàmetre per tal de salvar el torrent. A la part superior hi ha un llit del canal amb opus testaceum i l'arrancament de les parets de la canalització, que no s'han conservat.

## Llegenda del Pont de les Bruixes
El tram d'aqüeducte de Can Marquès té associada una llegenda popular com la dels Ponts del Diable. Donat que a Pineda ja hi ha un aqüeducte conegut com a Pont del Diable, en aquest cas aquesta arcada era coneguda com a Pont de les Bruixes. La llegenda explica que:
"A la masia de Can Roig els amos sempre feien anar la minyona a buscar aigua a la riera. Des del turonet on hi ha la masia hi havia un bon tros de camí, i en èpoques de sequera havia d'anar a buscar l'aigua fins molt a munt. Un dia, tornat de buscar l'aigua, se li va ocórrer de dir:
-Donaria l'ànima al diable per tal que arribés l'aigua a Can Roig!
Ràpidament se li va presentar un desconegut molt ben plantat que li va dir que acceptava el tracte. Seguidament va cridar els seus companys infernals i tots es posaren mans a la feina. Amb gran rapidesa van edificar el pont i van anar avançant amb la construcció de la canalització de l'aigua fins a Can Roig a molt bon ritme. La minyona, veient que les obres eren a punt de finalitzar, agafà por i esposà tota neguitosa. La mestressa de la casa, que es va adonar del seu canvi d'humor, li va preguntar què li passava. I la noia li ho va explicar.
Quan el dimoni va acabar la feina es ca dirigir cap a Can Roig per tal d'endur-se la minyona a l'infern. En veure'l arribar, la mestressa va fer amagar la serventa, i com que el dimoni no la trobava va anar a reclamar-li:
-He acabat la meva feina i ara m'he d'endur la paga.
-Tu has acabat la feina, però la minyona encara li'n queden tres més per fer, i mentre no les acabi no la deixarem marxar d'aquí.
-Refot, mestressa, no em puc pas esperar tant! Digueu-me quinoes feines són, que ja us les faig i, en acabat, m'enduc la minyona.
-La primera és que s'ha de segar tot aquest camp de blat.
El diable va cridar tota la seva colla de dimonis i en poca estona van tenir el camp segat i les garbes apilades.
-La segona feina que s'ha de fer és treure tota l'aigua del pou per tal que quedi ben escurat i que puguem netejar.
Els dimonis van fer anar galledes amunt i avall, i en un no res el pou va ser buit. El diable va demanar quina era la tercera feina, i que la mestressa avisés la minyona, que ja havien de marxar. La mestressa va cridar un nen petit i el va posar davant el dimoni dient-li:
-La tercera feina és ensenyar la doctrina cristiana a aquesta criatura.
En sentir això el diable no va tenir temps ni de badar boca. Del turment que li feren les paraules de la mestressa de Can Roig va fugir esperitat amb tota la seva patuleia i no va parar de córrer fins a arribar a l'infern. D'aquesta manera la minyona salvà la seva ànima."